# Saut en hauteur féminin aux championnats du monde d'athlétisme 1995
Navigation
Stuttgart 1993 Athènes 1997
L'épreuve du saut en hauteur féminin des championnats du monde d'athlétisme de 1995 s'est déroulée les 11 et 13 août de la même année, à l'Ullevi Stadion de Göteborg (Suède), remportée par la Bulgare Stefka Kostadinova.

## Légende
du tableau suivant :
- – : hauteur de saut non tentée (en mètres).
- Hauteur atteinte :
  - o : dès le 1er essai,
  - xo : au 2e essai,
  - xxo : au 3e essai ;
- 3x : hauteur non atteinte au terme de 3 essais au maximum,
  - voire d'un seul (x-) ou de deux essais(s, xx(-))...
- NR : record national (national record).
- DNS : n'a pas commencé (did not start) / pas finalement participé.

Records et Performances
- AR : Record continental (area record)
- CR : Record des championnats (championship record)
- MR : Record du meeting (meet record)
- NR : Record national (national record)
- OR : Record olympique (olympic record)
- PR : Record paralympique (paralympic record)
- PB : Record personnel (personal best)
- SB : Meilleure performance personnelle de la saison (season's best)
- WL : Meilleure performance mondiale de l'année (world leader)
- WJR : Record du monde junior (world junior record)
- WR : Record du monde (world record)

Circonstances et Conditions
- DNF : N'a pas terminé (did not finish)
- DNS : N'a pas pris le départ (did not start)
- DQ : Disqualification (disqualification)
- NM : Aucun essai valable enregistré (No Mark)
- Q : Qualifié « directement » au prochain tour (ou à la prochaine compétition), lors d'une compétition majeure, grâce au classement ou à la réalisation des minima (automatic qualifier)
- q : Qualifié au prochain tour (ou à la prochaine compétition), lors d'une compétition majeure, grâce au repêchage ou à la réalisation de l'une des meilleures performances parmi celles des « non qualifiés directement » (grâce au meilleur temps ou à la meilleure distance par exemple) (secondary qualifier)

## Résultats

### Finale
| Rang               | Athlète                | Pays        | 1.80 | 1.85 | 1.90 | 1.93 | 1.96 | 1.99 | 2.01 | 2.03 | Marque | Notes |
| ------------------ | ---------------------- | ----------- | ---- | ---- | ---- | ---- | ---- | ---- | ---- | ---- | ------ | ----- |
| Médaille d'or      | Stefka Kostadinova     | Bulgarie    | –    | o    | o    | o    | o    | o    | xo   | 3x   | 2.01   |       |
| Médaille d'argent  | Alina Astafei          | Allemagne   | –    | o    | xo   | o    | o    | o    | 3x   |      | 1.99   |       |
| Médaille de bronze | Inga Babakova          | Ukraine     | –    | o    | o    | o    | o    | xo   | 3x   |      | 1.99   |       |
| 4                  | Tatyana Motkova        | Russie      | –    | o    | o    | o    | o    | 3x   |      |      | 1.96   |       |
| 5                  | Tatyana Shevchik       | Biélorussie | –    | o    | xxo  | o    | o    | 3x   |      |      | 1.96   |       |
| 6                  | Hanne Haugland         | Norvège     | –    | o    | xo   | o    | xo   | 3x   |      |      | 1.96   |       |
| 7                  | Svetlana Isaeva-Leseva | Bulgarie    | o    | xo   | o    | o    | 3x   |      |      |      | 1.93   |       |
| 8                  | Amy Acuff              | États-Unis  | o    | o    | xxo  | xo   | 3x   |      |      |      | 1.93   |       |
| 8                  | Nelė Žilinskienė       | Lithuania   | o    | xxo  | o    | xo   | 3x   |      |      |      | 1.93   |       |
| 10                 | Yelena Topchina        | Russie      |      |      |      | xxo  | 3x   |      |      |      | 1.93   |       |
| 11                 | Viktoriya Fyodorova    | Russie      | xo   | o    | o    | 3x   |      |      |      |      | 1.90   |       |
| 12                 | Tatyana Khramova       | Biélorussie |      |      |      |      |      |      |      |      | 1.85   |       |